# Sprachen auf Mallorca
Die Sprachen auf Mallorca  sind geprägt durch sehr unterschiedliche historische und politische Einflüsse.
Sowohl Standard-Katalanisch und der mallorquinische Dialekt (Mallorquí) als auch Spanisch werden heute von den Einheimischen auf Mallorca gesprochen.
Der mallorquinische Dialekt beruht auf der katalanischen Sprache, die nach jahrzehntelanger Unterdrückung durch Franco inzwischen gleichberechtigte Amtssprache wurde und wieder das öffentliche Leben bestimmt. Während der Zeit der Unterdrückung mussten nicht nur alle Einwohner Mallorcas Spanisch lernen, sondern es wurde auch versucht, die Minderheitensprachen ganz zu verdrängen. Die heutige Sprachsituation ist eine Folge dieser Politik.

## Geschichte
Katalanisch ist seit der Rückeroberung Mallorcas im 13. Jahrhundert die Sprache der Insel. Das kastilische Spanisch wurde aber Anfang des 18. Jahrhunderts als spanische Amtssprache durchgesetzt und im Jahre 1716 per Gesetz als Unterrichtssprache verbindlich festgelegt.
Das 18. Jahrhundert gilt deshalb als der Tiefpunkt der katalanischen Sprache. Erst im 19. Jahrhundert erlebte das Katalanische einen neuen Aufschwung, bis nach dem spanischen Bürgerkrieg der öffentliche Gebrauch des Katalanischen erneut (mehr oder minder) verboten wurde. Franco, der ein einheitliches, zentralistisches Spanien wünschte, unterdrückte alle Sprachen außer dem Spanischen.
Die Folgen dieser Politik sind noch bis heute spürbar. Die meisten Mallorquiner beherrschen Spanisch, benutzen aber untereinander meistens Mallorquinisch, das in seiner gesprochenen Form (je nach Region) Abweichungen vom katalanischen Standard zeigt. Bis heute finden es viele Mallorquiner selbstverständlich, bei offiziellen Anlässen, aber auch gegenüber Ausländern, Spanisch zu verwenden. Einige von ihnen können zwar den mallorquinischen Dialekt sprechen und verstehen, beherrschen jedoch die katalanische Schriftsprache nicht, da es unter Franco nur möglich war, die Sprache in den Familien mündlich weiterzugeben.
Mit der Verfassung von 1978 gilt Spanisch zwar als Amts- und Staatssprache des Gesamtstaats, das Katalanische genießt aber als Regionalsprache den Status einer gleichberechtigten Amtssprache. Alle Plätze, Straßen, Orte usw. auf Mallorca erhielten damals ihre ursprünglichen Namen zurück. So wurde aus Bañalbufar wieder Banyalbufar, aus cuevas (Höhlen) wieder coves, und der Hafen Puerto wieder Port.

## Sprachsituation für den Urlauber
Die in den letzten Jahrzehnten mit dem Tourismusboom nach Mallorca gekommenen Festlandspanier sprechen meist nur Spanisch, die Dauertouristen (grob 10 % der Bevölkerung) natürlich ihre eigene Muttersprache und oft noch etwas Spanisch, Standard-Katalanisch oder den mallorquinischen Dialekt.
Deutsch und Englisch werden sowohl vor allem in den touristischen Zentren als auch zunehmend von der im Tourismus arbeitenden Bevölkerung als Fremdsprache gesprochen.